# Ithomia pellucida
Ithomia pellucida är en fjärilsart som beskrevs av Gustav Weymer 1875. Ithomia pellucida ingår i släktet Ithomia och familjen praktfjärilar. Inga underarter finns listade i Catalogue of Life.